# Julius Reimsbach
Julius Reimsbach (* 30. August 1895 in Niederlimberg; † 12. Juli 1970 in Wallerfangen) war ein deutscher Orgelbauer. Er führte von 1934 bis Ende der 1960er Jahre ein Orgelbauunternehmen mit Sitz in Wallerfangen. Reimsbach lernte zuvor das Orgelbauerhandwerk bei Nikolaus Franzen in Trier, sowie bei Johannes Klais und Mamert Hock.

## Werkliste (Auswahl)
| Jahr | Ort             | Gebäude            | Bild | Manuale | Register | Tätigkeit | Bemerkungen |
| ---- | --------------- | ------------------ | ---- | ------- | -------- | --------- | --- |
| 1936 | Püttlingen      | St. Sebastian      |      | II/P    |          | Neubau    | 1973 ersetzt durch Neubau Mayer. Einige Register wiederverwendet.                                                    |
| 1948 | Nalbach         | St. Peter und Paul |      | II/P    | 19       | Umbau     | Erweiterung der bestehenden Breidenfeld-Orgel um ein zweites Manualwerk. 1974 durch die heutige Mayer-Orgel ersetzt. |
| 1949 | Außen (Schmelz) | St. Marien         |      | II/P    | 19       | Neubau    | Später durch Mayer auf III/37 erweitert. 1999 durch die heutige Mayer-Orgel ersetzt.                                 |
| 1953 | Sotzweiler      | St. Mauritius      |      | II/P    | 16       | Umbau     | Vollendung der zuvor nur als Teilausbau mit sechs Registern ausgeführten Haupt-Orgel; 2012 Umbau durch Thomas Gaida. |

Quelle: